# عارف اسدوف
عارف اسدوف (ترکی آذربایجانی: Arif Gülağa oğlu Əsədov؛ زادهٔ ۱۸ اوت ۱۹۷۰) بازیکن فوتبال اهل جمهوری آذربایجان است.
از باشگاه‌هایی که در آن بازی کرده‌است می‌توان به باشگاه فوتبال اسپارتاک ولادی‌قفقاز، باشگاه فوتبال تیومن، باشگاه فوتبال نفتچی باکو، باشگاه فوتبال باکو، و باشگاه فوتبال آنژی مخاچ‌قلعه اشاره کرد.
وی همچنین در تیم ملی فوتبال جمهوری آذربایجان بازی کرده‌است.